# Wolfgang Böhmer (Komponist)

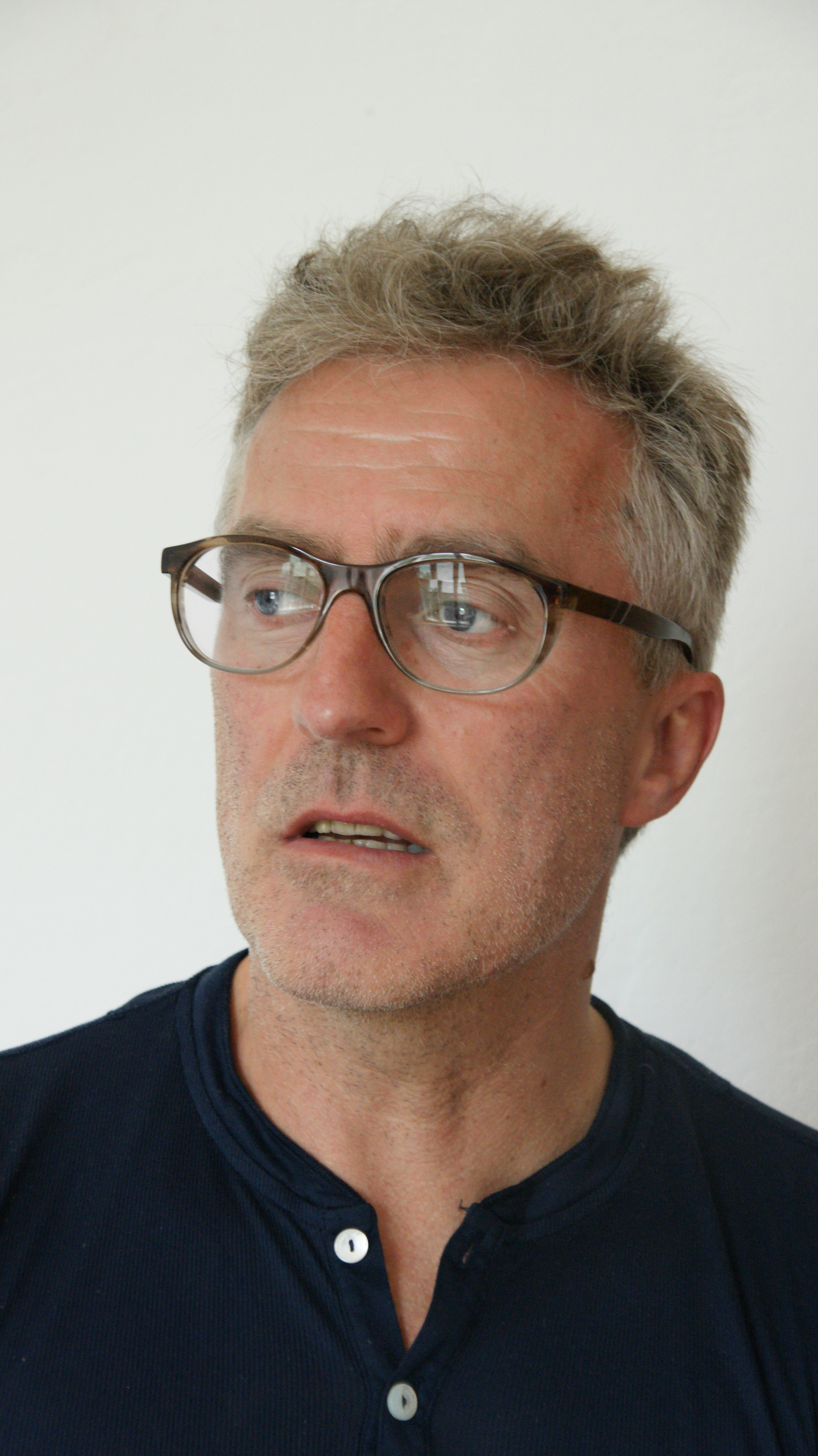
Wolfgang Böhmer (2013)

Wolfgang Böhmer (* 1959 in Greven, Westfalen) ist ein deutscher Komponist, Arrangeur und Librettist, der vorwiegend im Bereich Musiktheater arbeitet.

## Leben
Böhmer studierte zunächst auf Lehramt Musik in Wuppertal, später dann noch Musikwissenschaft und Philosophie an der Humboldt-Universität zu Berlin. Zugleich aber wirkte er bereits früh als Komponist und Akteur im Bereich des politischen Kabaretts („Fortschrott“). Er engagierte sich bei Demonstrationen, Kulturfestivals aber auch gegen Brokdorf oder die Startbahn West.
Im Anschluss war er als Komponist und Akteur in der Berliner Underground-Musicaltruppe College of Hearts zusammen mit Thomas Pigor, Benedikt Eichhorn, Susanne Betancor u. a. aktiv und entwickelte mit diesen den Typus eines „Neuen Deutschen Musicals“. Böhmer arbeitete auch an größeren Berliner Bühnen mit, so dem Deutschen Theater, Berliner Ensemble, Maxim-Gorki-Theater und der Komödie am Kurfürstendamm.
Besonders prägend und erfolgreich waren seine Kompositionen für die Neuköllner Oper in Berlin. Gemeinsam mit deren Intendanten Peter Lund entstanden diverse Musicals neuen Typs, die im Kontrast zum Mainstream-Musical amerikanischen Zuschnitts sozialkritische Inhalte mit eingängiger Musik und intelligenter Unterhaltung verbanden. Er arbeite vornehmlich daran, „das kategorische Schwarz-Weiß zwischen 'U' und 'E' in eine vergnügliche Grauzone zu verwandeln“. 1998 wurde Das Wunder von Neukölln zum Musical des Jahres gekürt. 2016 erhielt Stella – Das blonde Gespenst vom Kurfürstendamm den Deutschen Musical Theater Preis, 2022 Nominierung Drosselbart!  für die Sparten Beste Komposition und Bestes Arrangement, 2023 für Der Geteilte Himmel  ebenfalls für Komposition und Arrangement.
Böhmer lebt in Berlin. Aus seiner Ehe mit der Schauspielerin und Regisseurin Adriana Altaras gingen zwei Söhne hervor, die ebenfalls schauspielerisch tätigen Aaron Altaras und Leo Altaras.

## Werke (Auswahl)
- 1983: New York Muss Brennen (College of Hearts)
- 1985: King Kurt (College of Hearts)
- 1987: Casanova (College of Hearts)
- 1988: Blutiger Honig (College of Hearts)
- 1991: Der Letzte Waschgang (College of Hearts)
- 1991: Der Gestiefelte (College of Hearts)
- 1994: Lothar, ich liebe dich (College of Hearts, Buch und Liedtexte: Peter Lund)
- 1996: Die Legende vom Fall ohne Ende (Kammeroper; Theater am Halleschen Ufer Berlin)
- 1997: Frau Parker kann nicht schlafen (Neuköllner Oper Berlin)
- 1998: Das Wunder von Neukölln (Neuköllner Oper Berlin)
- 2000: SommerNachtTraum – Eine magische Operette, Buch und Liedtexte nach Shakespeare: Peter Lund (Kloster Neuzelle und Neuköllner Oper, Berlin)
- 2002: Love Bite (Neuköllner Oper Berlin)
- 2004: Licht (Kammeroper, Libretto: Dea Loher; Neuköllner Oper Berlin)
- 2007: Leben ohne Chris (Neuköllner Oper Berlin)
- 2010: Frau Zucker will die Weltherrschaft (Neuköllner Oper Berlin)
- 2010: Pünktchen trifft Anton (Kindermusical | Text Volker Ludwig) GRIPS-Theater Berlin
- 2013: Stimmen im Kopf (Neuköllner Oper Berlin)
- 2014: Jedermann – RockOratorium nach Hugo v. Hofmannsthal (DomStufen-Festspiele Erfurt)
- 2016: Stella – Das blonde Gespenst vom Kurfürstendamm (Neuköllner Oper Berlin)
- 2018: Jedermann – Neufassung für kleines Ensemble (OperOderSpree, Kloster Neuzelle)
- 2019: Elfie – Kammeroper nach Tankred Dorst (Neuköllner Oper Berlin)
- 2019: Drachenherz – Keine Zeit für Helden. (Theater Chemnitz)
- 2022: Die Vogelhochzeit – Volksstück in sorbischer Sprache, Buch und Liedtexte Thomas Wendisch-Ziesche (Sorbisches National Ensemble Bautzen)
- 2022: Drosselbart – Musical, Buch und Liedtexte Peter Lund für die Grimm-Festspiele Hanau
- 2022: Frankensteins Braut – Buch und Liedtexte Peter Lund (Theater Ingolstadt)
- 2022: Rockin’ Rosie (Kammermusical | Buch und Liedtexte Peter Lund) Staatstheater am Gärtnerplatz
- 2023 Der Geteilte Himmel – Musical nach dem Roman von Christa Wolf, Libretto von Martin G. Berger (Mecklenburgisches Staatstheater Schwerin)

## Filmografie (Auswahl)
- 1993: Die Lok
- 1998: Tigerstreifenbaby wartet auf Tarzan (Rudolf Thome)
- 2000: Paradiso – Sieben Tage mit sieben Frauen (Rudolf Thome), Silberner Bär Berlinale 2000
- 2001: Venus Talking (Rudolf Thome)
- 2002: Tatort: Schützlinge (Martin Eigler)
- 2003: Rot und Blau (Rudolf Thome)
- 2004: Tatort: Gefährliches Schweigen (Martin Eigler)
- 2007: Das Sichtbare und das Unsichtbare (Rudolf Thome)
- 2007: Schattenkinder (Claudia Prietzel, Peter Henning)
- 2014: Titos Brille (Regina Schilling)
- 2018: Kulenkampffs Schuhe (Regina Schilling), Deutscher Fernsehpreis und Grimme-Preis 2019